# House at the End of the Street
House at the End of the Street (La casa al final de la calle en España y La casa de al lado en Hispanoamérica) es una película de terror y suspenso estadounidense dirigida por Mark Tonderai y protagonizada por Jennifer Lawrence y Max Thieriot. Fue estrenada el 21 de septiembre de 2012.

## Argumento
La historia comienza con una escena desde el punto de vista de una asesina psicótica, matando primero a su madre con un cuchillo, y luego a su padre con un martillo, en el medio de una noche de tormenta. Los eventos son borrosos y deformados, como si la asesina estuviese trastornada. Cuatro años más tarde, una mujer recién divorciada, Sarah Cassidy, y su hija, Elissa, encuentran la casa de sus sueños en una pequeña ciudad y Sarah le informa a su hija que pueden darse el lujo de esa casa porque en el barrio se encuentra la casa donde vivía la familia masacrada. Como corroboran los vecinos, cuatro años antes una chica llamada Carrie Anne Jacobson mató a sus padres en la casa de al lado y luego huyó hacia el bosque. Algunos lugareños creen que Carrie Anne se ahogó en el río, pero su cuerpo nunca fue encontrado, haciendo creer a los demás que todavía vive en el bosque. El hermano de Carrie Anne, Ryan Jacobson, es el único sobreviviente ya que, en el momento de la tragedia, él estaba lejos, cuidando a su tía enferma. Después del accidente, Ryan volvió a la casa donde ahora vive solo, ya que su tía murió un año antes de la mudanza de Elissa y su madre, pero todo el barrio lo odia a él y a la casa, porque hace bajar los valores de las otras propiedades. 
Bill Weaver, un oficial de la policía local, parece ser el único partidario de Ryan. Contra los deseos de Sarah, Elissa y Ryan comienzan una relación. Jillian, una amiga de Elissa, se compromete a mantener eso en secreto. Ryan le cuenta a Elissa que él había sido el responsable del accidente de Carrie Anne: un día, mientras se balanceaban en los columpios cuando se suponía que él debía cuidarla mientras sus padres estaban dentro de la casa. Carrie Anne, queriendo ir más alto, se cayó del columpio lo que le produjo un daño cerebral que la hizo extremadamente agresiva. Se revela al espectador que Ryan secretamente ha estado cuidando de una niña que parece ser Carrie Anne en una habitación oculta. Nadie sabe de la existencia de Carrie Anne, quien escapa de la habitación en dos ocasiones y aparece para intentar atacar a Elissa. Durante el segundo intento de fuga, Ryan accidentalmente mata a Carrie Anne mientras trataba de esconderla de una pareja de adolescentes y mantenerla callada. En su dolor, visita un restaurante donde una joven camarera intenta consolarlo dándole una rebanada de pastel. 
Durante su visita a Elissa durante la batalla de las bandas, varios estudiantes destrozan el coche de Ryan y lo atacan. En defensa, Ryan rompe el tobillo de Tyler (Nolan Gerard Funk) y corre hacia su casa. El resto de los alumnos decide quemar su casa, pero Elissa logra detener el fuego. Cuando Elissa entra a la casa y mira la basura, encuentra un paquete de tampones y una caja de lentes de contacto. Empieza a recorrer la casa y encuentra la habitación secreta. Cuando entra, es atacada por Carrie Anne. Ryan entonces entra y contiene a Carrie Anne mientras le pide a Elissa que salga de la habitación. 
La cámara se amplía a los ojos de Carrie Anne, uno de los cuales es de color marrón, mientras que el otro es azul (heterocromía). Arriba, Elissa encuentra un lente de contacto azul y recuerda lo que vio en la basura, entonces desenrolla la caja para ver que se trataba de una caja de lentes de contacto "True Blue". A continuación, se ve aún más a través de la basura y encuentra una billetera con una identificación de la estudiante Peggy Jones , la camarera de la cafetería. Allí se revela que la actual Carrie Anne es realmente Peggy, quien ha estado cautiva y fue obligada a vestirse para parecerse a Carrie Anne. Para mantener a Carrie Anne en secreto, Ryan llama a Elissa y la ata a una silla. Él revela que Carrie Anne realmente murió en el accidente de las hamacas, pero que aún la necesita en su vida (aquí vemos un flashback donde el padre de Ryan entierra a Carrie Anne). Entonces Ryan dice que va a hacer de Elissa su nueva Carrie Anne. Se hace evidente que la primera "Carrie Anne" fue otra víctima que intentaba escapar de Ryan. Cuando llega Weaver, Ryan dice que Elissa no está allí, pero Weaver decide llamar al teléfono de su casa, el cual redirige las llamadas al móvil de Elissa, sonando así dentro de la casa de los Jacobson. En una pelea con Ryan, Weaver le dice a Ryan que siempre lo ha defendido, pero Ryan se enoja con Weaver y lo apuñala a muerte. Elissa escapa pero es cloroformizada por Ryan y echada en el maletero de su coche junto al cuerpo de Peggy. Más tarde ella despierta y logra escapar. Sarah llega a la casa y oye los gritos de Elissa, pero es apuñalada por Ryan. Durante la lucha, Ryan es disparado varias veces por Elissa usando el arma de Weaver, y finalmente es noqueado por Sarah. 
Elissa y Sarah finalmente se mudan de la casa y Ryan termina en un hospital mental. Para explicar cómo llegó a estar perturbado y por qué mató a sus padres, un flashback muestra al joven Ryan, a punto de soplar las velas de cumpleaños, quien es llamado por sus padres "Carrie Anne". Él le dice a su madre que su nombre es Ryan, no Carrie Anne, pero ella le da una bofetada diciéndole que su nombre es Carrie Anne varias veces, dejando al descubierto que sus padres lo obligaron a vestirse y actuar como Carrie Anne después de su muerte, por eso él actuó con Peggy y Elissa, para que su hermana nunca muriera en su mente de psicópata.

## Reparto
- Jennifer Lawrence - Elissa Cassidy
- Max Thieriot - Ryan Jacobson
- Elisabeth Shue - Dra. Sarah Cassidy
- Gil Bellows - Oficial Bill Weaver
- Eva Link - "Carrie Anne"
- Nolan Gerard Funk - Tyler Reynolds
- Allie MacDonald - Jillian.
- Grace Tucker-Duguay - Carrie Anne Jacobson (flashbacks)
- Jordan Hayes - Peggy Johns
- Krista Bridges as Mary Jacobson (flashbacks)
- John Healy - Johnathon "John" Jacobson (flashbacks)

## Recepción

### Crítica
La película recibió mayoritariamente críticas negativas. En el sitio web Rotten Tomatoes mantiene un 13% de aprobación basada en veintitrés reseñas. El consenso es: «House at the End of the Street es tan genérica como sugiere el título».

### Taquilla
En su primer fin de semana en la cartelera estadounidense, House at the End of the Street recaudó US$ 13 000 000, posicionándose en el primer lugar.